# Museo paleolitico di Zagros
Il Museo Paleolitico di Zagros (in persiano موزه پارینه‌سنگی زاگرس‎) è un museo a Kermanshah, Iran, aperto nel 2008.
Il museo contiene una vasta collezione di utensili in pietra e ossa di animali fossili provenienti dai vari siti del Paleolitico in Iran. In Iran, è l'unico nel suo genere.

## Storia
Il museo è stato fondato da Fereidoun Biglari e A. Moradi Bisetouni a Tekieh Biglar Baigi, Kermanshah nel 2007. Marjan Mashkour, un archeozoologo, era incaricato di identificare gli animali fossili per il museo.

## Collezioni
Il Museo Paleolitico di Zagros occupa quattro camere dotate di oggetti provenienti dai vari siti paleolitici e neolitici dell'Iran, risalenti ca. da 1.000.000 di anni a circa 8.000 anni fa. La prima stanza è una sala audio dove i visitatori possono guardare un documentario sugli strumenti di pietra preistorici e come gli artigiani del Paleolitico li hanno creati. Vi è anche un modello completo a grandezza naturale di un uomo di Neanderthal.
La seconda sala è dedicata alle ossa umane e animali dai siti sui Monti Zagros e alcune repliche di cranio umano da famosi siti del Paleolitico in Europa e nel Vicino Oriente. Tra i resti faunistici, la collezione di fossili dalla grotta di Wezmeh è di primaria importanza. La terza sala contiene strumenti di pietra del basso paleolitico provenienti da vari siti come Kashafrud, Ganj Par e Shiwatoo. La quarta sala ospita strumenti di pietra del tardo Paleolitico e Neolitico, ossa di animali, conchiglie e altri oggetti archeologici che provengono da siti sui monti Zagros.